# Fatal Racing
Fatal Racing (USA-Titel: Whiplash) ist ein Computerspiel aus dem Jahr 1995, entwickelt und vertrieben von Gremlin Interactive. 1996 wurde das Spiel unter dem Namen Whiplash in den USA von Interplay veröffentlicht. Es handelt sich dabei um ein Action-Rennspiel mit Loopings, Korkenziehern und Sprüngen. Dabei bewegt man sich mit unrealistischem Tempo (mit bis zu 392 km/h) über die Strecke, ohne dass sich das Geschwindigkeitsgefühl merklich auf den Spieler überträgt. Auf vielen Strecken können enge Kurven mit Höchsttempo durchfahren werden ohne bremsen zu müssen, wofür allerdings einiges an Übung erforderlich ist. Bremsen muss man nur, um den Wagen an der Box wieder zu warten (schon damals verfügte das Spiel über ein grundlegendes Schadensmodell). Das Spiel fesselt vor allem im Mehrspielermodus und durch eine freche KI.

## Spieleigenschaften
- Das Spiel besteht aus acht „normalen“ und acht „fortgeschrittenen“ Strecken sowie acht Bonusstrecken, die man nur erhält, wenn man die fortgeschrittene Meisterschaft mit der Gegnerstärke „Unmöglich“ fährt und jede Strecke gewinnt, oder wenn man Cheats einsetzt.
- Es gibt acht verschiedene Wagen, jeweils in einer Grundversion und in einer verbesserten (also 16 Stück).
- Man kann drei verschiedene Meisterschaften fahren.
- Während einer Meisterschaft gibt es Punkte für die erreichten Platzierungen, für zerstörte gegnerische Fahrzeuge, sowie für die beste Rundenzeit des Rennens
- Neben der Fahrermeisterschaft gibt es auch immer eine Teamwertung
- Mit 16 Wagen fährt man immer in Zweierteams, wobei Fahrer eines Teams den gleichen Wagen fahren
- Bei Rennen mit acht oder mehr Teilnehmern sind immer alle acht verschiedenen Wagentypen auf der Strecke
- Weitere Spielmodi sind Zeitfahren und Einzelrennen
- Es gibt bis zu 15 Computergegner sowie einen Multiplayer-Modus, wodurch über Netzwerk oder Modem bis zu 16 Leute gegeneinander antreten können
- Daneben beinhaltet das Spiel auch einen Split-Screen-Modus, wodurch zwei Spieler am selben Computer gegeneinander antreten können oder gemeinsam die Meisterschaften durchspielen können

## Ingamestory
Jede der acht Herstellerfirmen der verschiedenen Autos hat zwei (mit den Bonusstrecken drei) eigene Kurse. Die Rennen der Meisterschaft dieser verfeindeten Autofirmen werden jeweils auf diesen Strecken ausgetragen. Die Namen dieser acht erfundenen Hersteller sind:
- Auto Ariel aus Frankreich
- De Silva aus Italien
- Pulse Engineering aus Großbritannien
- Global aus den USA
- Million Plus aus Japan
- Mission Motors aus den USA
- Zizin aus Japan
- Reise Wagon aus Deutschland

Jeder der Wagen verfügt über spezielle Eigenschaften (Gewicht, Beschleunigung, Bodenhaftung, Haltbarkeit, Höchstgeschwindigkeit).
Die einzelnen KI-Teams unterscheiden sich auch in der Verhaltensweise während des Rennens. Während das Global-Team gerne sehr aggressiv Gegner von der Ideallinie abdrängt, um Plätze gut zu machen, versucht das DeSilva-Team an Bonuspunkte zu kommen, indem es gerne brennende Autos zerstört. Das Million Plus-Team fährt gerne in die falsche Richtung, um entgegenkommende Autos zu rammen.
Es ist während des Rennens möglich, dem Teamkollegen vorprogrammierte Anweisungen zu geben. Die Tasten „F5“ bis „F8“ sind dafür verwendbar. So ist es beispielsweise möglich, dem Teamkollegen zu befehlen, dass er gegnerische Fahrzeuge zerstören soll oder dass er sich voll auf die Platzierung konzentrieren soll und daher so weit wie möglich ans Limit gehen muss.

## Autos
Auto Ariel Fouette 270zx:
- Herkunftsland: Frankreich
- Aussehen: hellgrünes Sportcoupe mit roter Frontpartie
- vergleichbar starke Autos: Mission Motors, Zizin, Pulse Engineering
- Eigenschaften: durchschnittliche und sehr ausgeglichene Eigenschaften, gutes Handling
- Höchstgeschwindigkeit: 260 mph
- von 0 auf 100 km/h: 2,75 Sekunden

De Silva 511 GTi:
- Herkunftsland: Italien
- Aussehen: gelbes Sportcoupé mit rotem Heck und großem, gelbem Heckspoiler
- vergleichbar starke Autos: Million Plus
- Eigenschaften: beste Beschleunigung, niedrigste Höchstgeschwindigkeit, gutes Handling, geringstes Gewicht, nicht sehr lange haltbar
- Höchstgeschwindigkeit: 254 mph
- von 0 auf 100 km/h: 1,72 Sekunden

Pulse Engineering Errant V8 GT:
- Herkunftsland: Großbritannien
- Aussehen: rotes Sportcoupé
- vergleichbar starke Autos: Auto Ariel, Zizin, Global
- Eigenschaften: überdurchschnittliche Höchstgeschwindigkeit, ausschwenkendes Heck in Kurven, ansonsten durchschnittliche Eigenschaften
- Höchstgeschwindigkeit: 264 mph
- von 0 auf 100 km/h: 3,11 Sekunden

Global Celerity MkII:
- Herkunftsland: USA
- Aussehen: orangefarbenes Sportcoupé mit weißer Motorhaube und weißen Streifen
- vergleichbar starke Autos: Pulse Engineering, Reise Wagon
- Eigenschaften: hohe Höchstgeschwindigkeit, beste Haltbarkeit, langsame Beschleunigung, mäßiges Handling, hohes Gewicht
- Höchstgeschwindigkeit: 268 mph
- von 0 auf 100 km/h: 3,17 Sekunden

Million Plus Ninjato:
- Herkunftsland: Japan
- Aussehen: weißes Sportcoupé mit hellblauem Heck
- vergleichbar starke Autos: DeSilva, Mission Motors
- Eigenschaften: niedrige Höchstgeschwindigkeit, langsame Beschleunigung, bestes Handling, nicht sehr lange haltbar
- Höchstgeschwindigkeit: 256 mph
- von 0 auf 100 km/h: 3,36 Sekunden

Mission Motors Chimera Turbo SE:
- Herkunftsland: USA
- Aussehen: hellviolettfarbenes Sportcoupé mit grünen Streifen
- vergleichbar starke Autos: Million Plus, Auto Ariel, Zizin
- Eigenschaften: gute Beschleunigung, mäßige Höchstgeschwindigkeit, sehr gutes Handling, geringes Gewicht
- Höchstgeschwindigkeit: 256 mph
- von 0 auf 100 km/h: 2,14 Sekunden

Zizin KLR 330:
- Herkunftsland: Japan
- Aussehen: weißes Sportcoupé mit roten und blauen Streifen
- vergleichbar starke Autos: Mission Motors, Auto Ariel, Pulse Engineering
- Eigenschaften: durchschnittliche Eigenschaften, sehr stark ausschwenkendes Heck in Kurven
- Höchstgeschwindigkeit: 262 mph
- von 0 auf 100 km/h: 2,53 Sekunden

Reise Wagon Mercur GT:
- Herkunftsland: Deutschland
- Aussehen: dunkelblaues Sportcoupé mit großem, dunkelblauem Heckspoiler
- vergleichbar starke Autos: Global
- Eigenschaften: enorme Höchstgeschwindigkeit, extrem schlechte Beschleunigung, träges Handling, sehr hohes Gewicht, sehr lange haltbar, schwache Bremsen
- Höchstgeschwindigkeit: 277 mph
- von 0 auf 100 km/h: 4,58 Sekunden

Deathcar (Cheatauto)
- Herkunftsland: Unbekannt
- Aussehen: Schwarz mit Totenschädellogos und roter Schrift
- vergleichbar starke Autos: Keine
- Eigenschaften: beste Höchstgeschwindigkeit, beste Beschleunigung, bestes Handling, sehr hohes Gewicht, sehr lange Haltbar, beste Bremsen
- Höchstgeschwindigkeit: ca. 300 mph
- von 0 auf 100 km/h: ca. 2,5 Sekunden

Anmerkung: Je nach Programmversion und Wahl (km/h oder Mp/H) sind die Höchstgeschwindigkeiten der einzelnen Fahrzeuge verschieden. In der gepatchten Version fahren die Autos schneller.

## Technik & Spiel
Das Spiel lief ursprünglich unter DOS, war aber auch unter Windows 95 und Windows 98 spielbar. Wie viele alte DOS-Spiele läuft es unter den modernen Windows-Versionen ab Windows XP nur noch eingeschränkt. Obwohl das Spiel relativ unbekannt ist und die Grafik sowie auch die sonstigen Spieleigenschaften nicht mehr mit modernen Arcaderennspielen mithalten können enthält das Spiel moderne Ansätze. So ist zum Beispiel der Multiplayermodus für damalige Verhältnisse überaus hochentwickelt (allerdings mit dem heute kaum mehr üblichen Netzwerkprotokoll IPX).
Ziel des Spieles ist es, wie bei allen Rennspielen, mit möglichst niedriger Platzierung durchs Ziel zu kommen. Je nach Beschädigungsgrad der Fahrzeuge wird das Fahrverhalten beeinträchtigt und hauptsächlich die Höchstgeschwindigkeit verringert. Bei Kopf-an-Kopf-Rennen gewinnt üblicherweise der Fahrer, der sein Fahrzeug ohne Beschädigung und ohne zu bremsen durch die Kurse manövriert; insbesondere bei höheren Schwierigkeitsgraden stellt dies allerdings eine sehr große Herausforderung dar: große/hohe Sprünge, Gegenverkehrsbereiche, Kreuzungen oder schlichtweg andere Rennteilnehmer beschädigen das eigene Fahrzeug und mindern so die Höchstgeschwindigkeit. Bei Rennen mit hoher Rundenzahl, die teilweise über 30 Minuten andauern, sind 1 bis 2 km/h Geschwindigkeitsunterschied eventuell rennentscheidend. Zudem bringt das Zerstören gegnerischer Fahrzeuge Punkte ein – eine geschickte Strategie aus Boxenstopps, dem Ausschalten anderer Fahrzeuge und einer guten Platzierung im Rennen ist also vonnöten.
In Hinblick auf sein Spielprinzip war Fatal Racing zusammen mit Destruction Derby einer der Wegbereiter für spätere Spiele wie Carmageddon, Crashday oder FlatOut.